# Kocha, lubi, szanuje (film 2011)
Kocha, lubi, szanuje (oryg. Crazy, Stupid, Love) – amerykańska komedia romantyczna z 2011 roku w reżyserii Glenna Ficarra oraz Johna Requa.

## Obsada
- Steve Carell jako Cal Weaver[1]
- Ryan Gosling jako Jacob Palmer[2]
- Julianne Moore jako Emily Weaver
- Emma Stone jako Hannah Weaver[3]
- Marisa Tomei jako Kate
- Kevin Bacon jako David Lindhagen
- Analeigh Tipton jako Jessica Riley[4]
- Julianna Guill jako Madison
- Crystal Reed jako Amy Johnson
- John Carroll Lynch jako Bernie Riley
- Beth Littleford jako Claire Riley
- Josh Groban jako Richard
- Liza Lapira jako Liz
- Mekia Cox jako Tiffany
- Jonah Bobo jako Robbie Weaver
- Joey King jako Molly Weaver

i inni